# Siemens 2000
Der Siemens 2000 ist ein 16-mm-Filmprojektor, der von dem Hersteller Siemens 1951 auf den Markt gebracht wurde.

## Einsatzbereich
Er war und ist vor allem in Schulen sehr beliebt und wird teilweise noch heute für Schulfilme verwendet.

## Ursprung
Die Baureihe der Siemens-Projektoren geht bis in die 1930er Jahre zurück. Schon damals gab es Geräte mit Lichtton.

## Ausführung
Die robuste Bauweise machte ihn zum idealen Schulfilmgerät, da diese verhinderte, dass bei Bedienung durch teilweise ungeübte Bediener im Schulbetrieb innerhalb kurzer Zeit ein neues Gerät angeschafft werden musste. Durch die Modulbauweise war auch der nachträgliche Umbau eines Stummfilmgerätes zum Tonfilmgerät innerhalb kürzester Zeit möglich.

## Lampenleistung
Das Gerät bot die Möglichkeit, Lampen unterschiedlicher Leistung einzusetzen. Damit konnte die Lichtleistung an unterschiedlich große Bildwände angepasst werden.
Zur Auswahl standen Lampenleistungen von 250, 375, 500 oder 750 Watt, die über einen Vorwiderstand direkt an der Netzspannung betrieben wurden. Damit ist auch der Hauptnachteil erkennbar: Beim Einsetzen einer anderen Lampenstärke war ebenfalls der Wechsel des Lampenvorwiderstandes notwendig. Hinzu kommt die hohe Anschlussleistung des Geräts, denn bei Betrieb einer Lampe mit 110 Volt Lampenspannung am Netz mit 230 Volt wird die gleiche Leistung der Lampe nochmals am Vorwiderstand in Wärme gewandelt. So ist bei Betrieb mit einer 500-Watt-Lampe eine Anschlussleistung von 1000 Watt erforderlich. Bei den Ausführungen mit Vorschalttransformator konnte die Wärmebelastung erheblich vermindert werden. Auch Umbauten auf Halogenlampen sind üblich. Damit kann bei gleicher Lichtleistung die abgegebene Wärmemenge weiter reduziert werden.

## Bildwechselzahlen
Als einer von wenigen 16-mm-Projektoren ermöglicht es der Siemens 2000, die Geschwindigkeit stufenlos mittels eines Fliehkraftreglerschalters zwischen 16 und 26 Bildern pro Sekunde einzustellen; drei Bildwechselzahlen (16, 18 und 24 Bilder/s) sind mittels einer Stroboskopscheibe genau einstellbar. Die Möglichkeit der stufenlosen Geschwindigkeitsregelung machte das Gerät interessant, weil auch Kopien von Stummfilmen im passenden Tempo vorgeführt werden können.

## Blendenanzahl
Die Blende kann auf zwei oder drei Flügel umgeschaltet werden.

## Asbest
Jedoch hatte dieser Projektor auch einige Nachteile: So wurde u. a. in fast allen Modellen Asbest verbaut – teilweise sogar direkt im Luftstrom des Lüfters.

## Ausführungen
Den Siemens 2000 gab es in sehr unterschiedlichen Versionen: Stummfilmausführungen, Ausführungen für Lichtton, für Licht- und Magnetton mit fest angeflanschtem oder separatem Unterstell-Röhrenverstärker, mit und ohne Tonaufnahmemöglichkeit sowie Geräte mit einem separaten Bandlaufwerk auf der Projektorrückseite zur Nachvertonung eigener Filmaufnahmen. Später in den 1960er Jahren wurden die Röhrenverstärker durch Transistorverstärker ersetzt.
Wenige Jahre vor der Schließung des Kino-Bereiches von Siemens im Jahre 1969 wurde noch ein Vario-Objektiv für den Siemens 2000 vorgestellt.